# Cubanola domingensis
Cubanola domingensis là một loài thực vật có hoa trong họ Thiến thảo. Loài này được (Britton) Aiello mô tả khoa học đầu tiên năm 1979.

## Hình ảnh

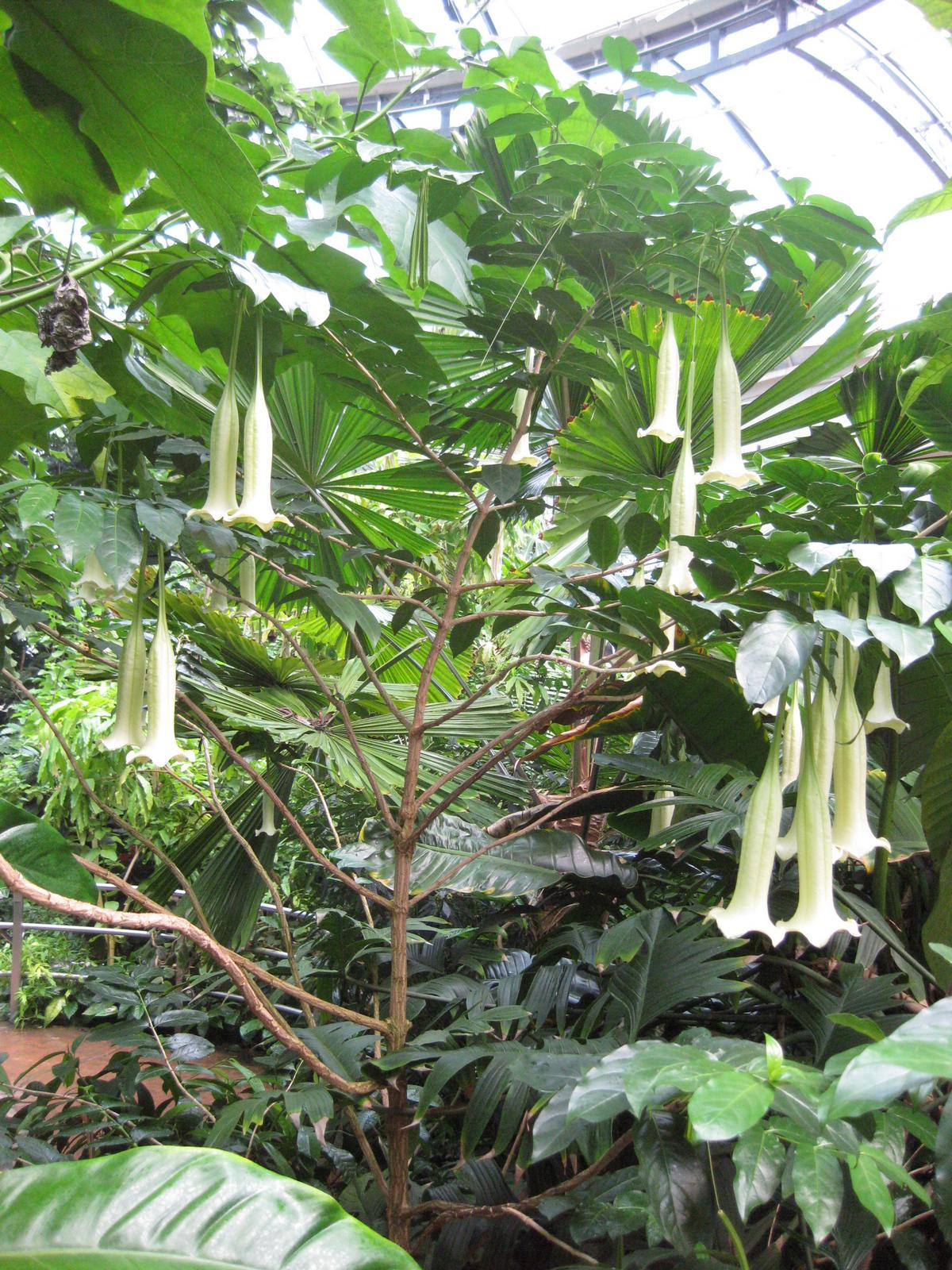
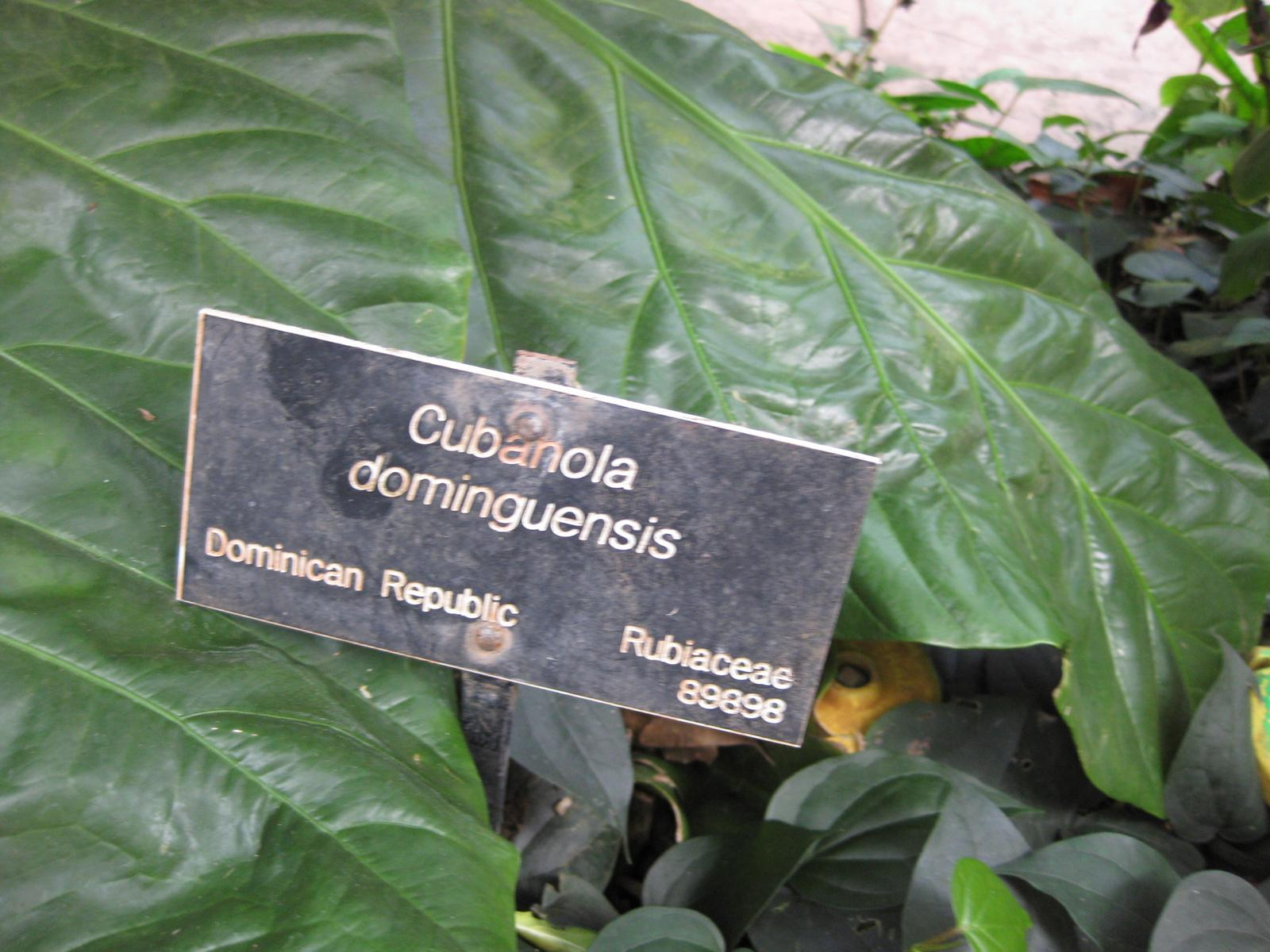
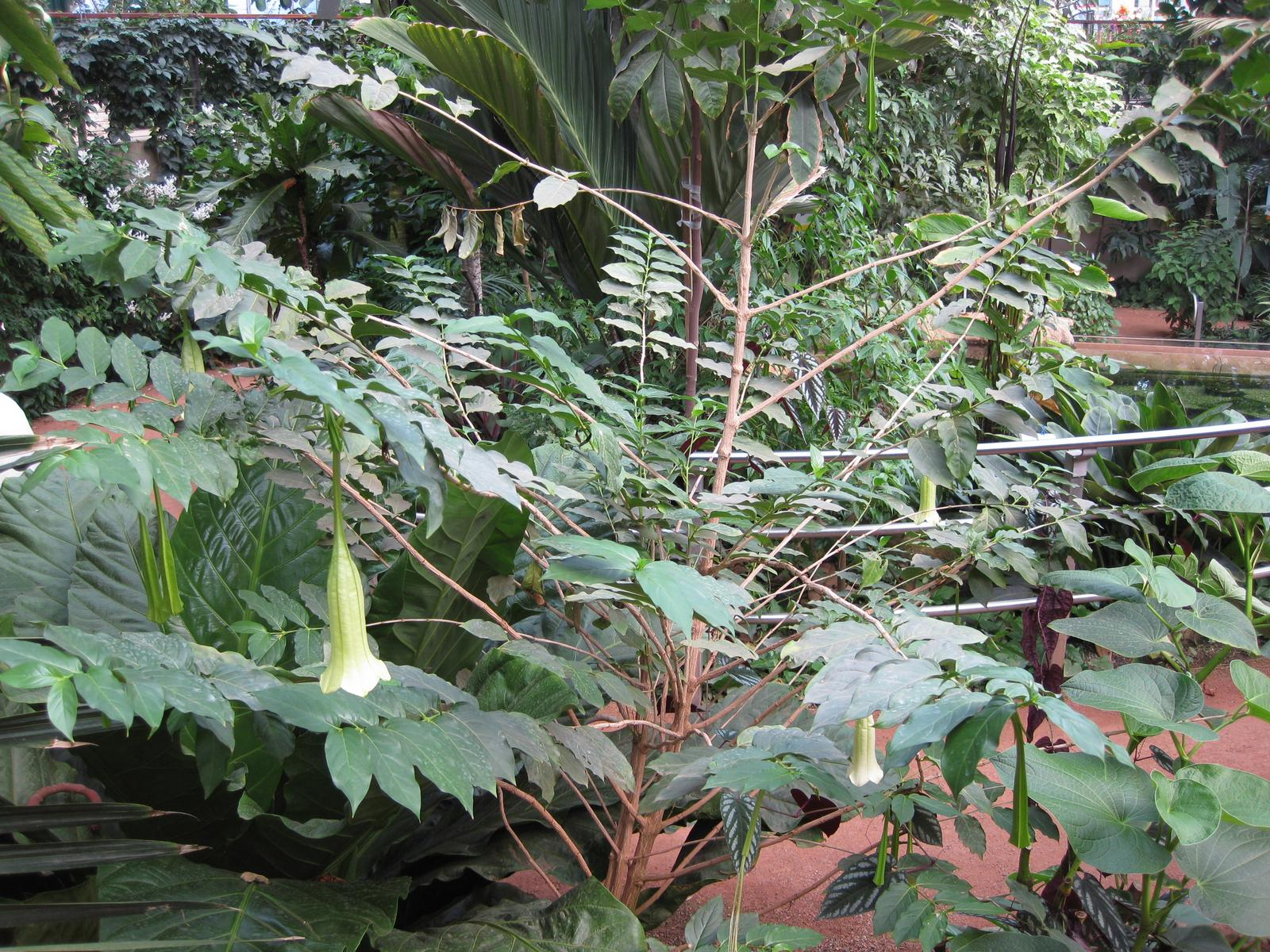
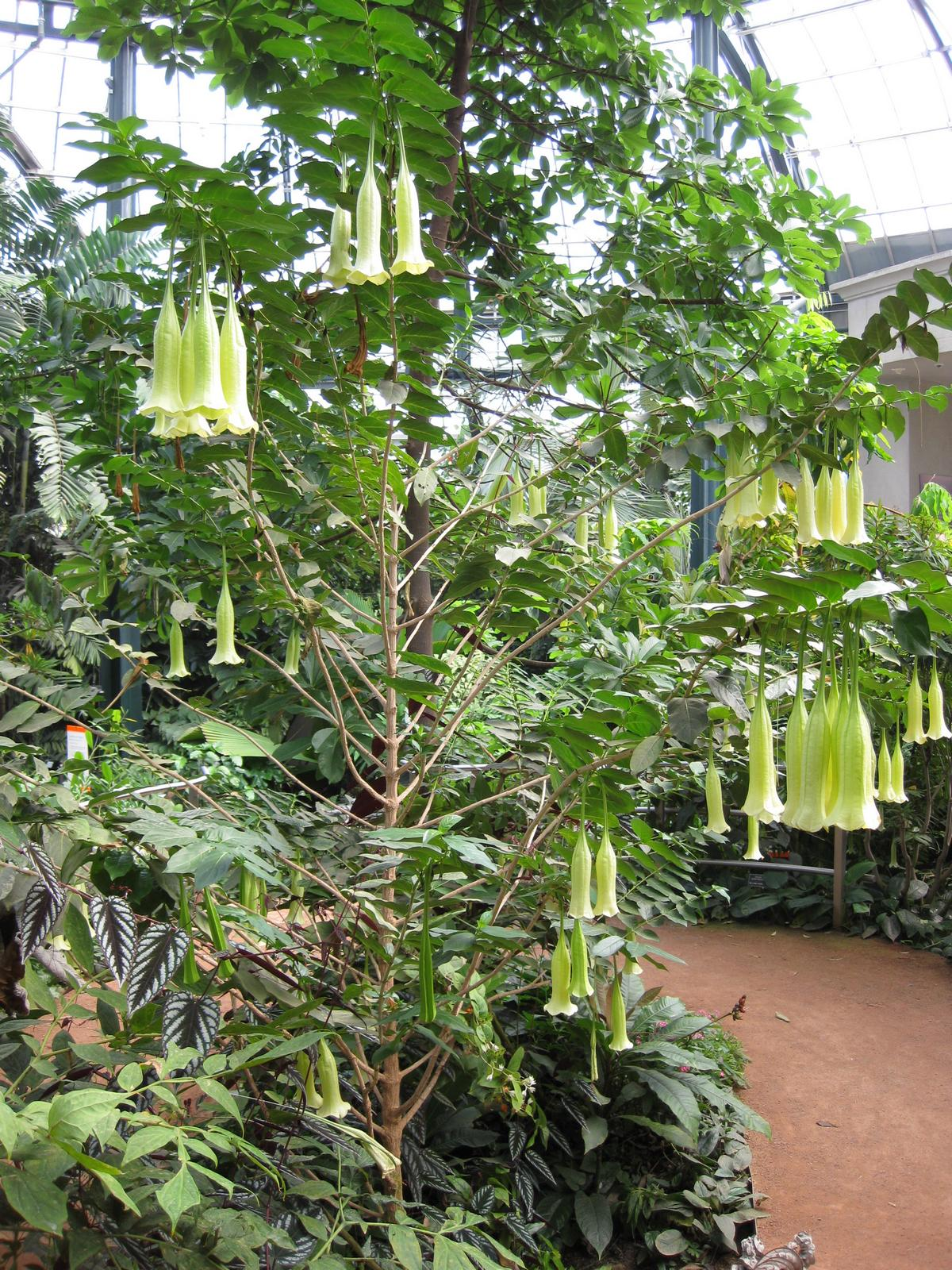